# SH-3 Sea King
SH-3 Sea King (укр. «Сі Кінґ»; назва в компанії S-61) — американський вертоліт-мисливець за субмаринами (МС) спроектований і побудований Sikorsky Aircraft. Видатним у конструкції було те, що це став перший у світі вертоліт-амфібія і один з перших гвинтокрилих мисливців за субмаринами з турбовальними двигунами.
Представлений у 1961 він став ключовим вертольотом-мисливцем за субмаринами ВМС США  і використовувався протягом кількох десятиліть до заміни не амфібійним Sikorsky SH-60 Seahawk у 1990-х. Ці вертольоти також були популярними на цивільній службі і у іноземних військових користувачів. На 2015 вертоліт залишався на службі у багатьох країнах світу. Sea King будувала компанії Agusta у Італії за ліцензією, Mitsubishi у Японії і Westland у Великій Британії під назвою Westland Sea King. Основними цивільними версіями є S-61L та S-61N.

## Проектування

### Походження
Під час Холодної війни, для радянського флоту було побудовано великий флот з різних субмарин який налічував до 200 робочих човнів. Для боротьби з цією загрозою у ВМС США було ухвалене рішення про покращення і розробку різних засобів боротьби з ворожими субмаринами, в результаті чого з'явився вертоліт Sea King. Наприкінці 1950-х, ВМС США вирішили використати для своїх цілей нові турбовальні двигуни. Сікорський отримав запит від ВМС США на розробку нового вертольоту з турбінами для використання як мисливців за субмаринами; за специфікацією на вертольоті повинний бути сонар для занурювання, можливість проводити до 4 годин у повітрі, а також здатний нести до 380 кг озброєння.
У 1957 Сікорський отримав контракт від ВМС США на всепогодний вертоліт-амфібію. Відповідно першим специфікаціям вертоліт повинен був об'єднувати в собі мисливця і убивці субмарин; до цього такі функції покладалися на два різних вертольоти. Також цей вертоліт став першим вертольотом який розроблявся за концепцією нової збройної системи, за якою Сікорський був відповідальний не лише за створення і випуск планера, але і за основні бортові системи, такі як сонар, навігаційне обладнання, електронні пристрої і обладнання підтримки. Наприклад, навігаційний костюм для гвинтокрилів який було створено у співпраці Сікорського та ВМС США.

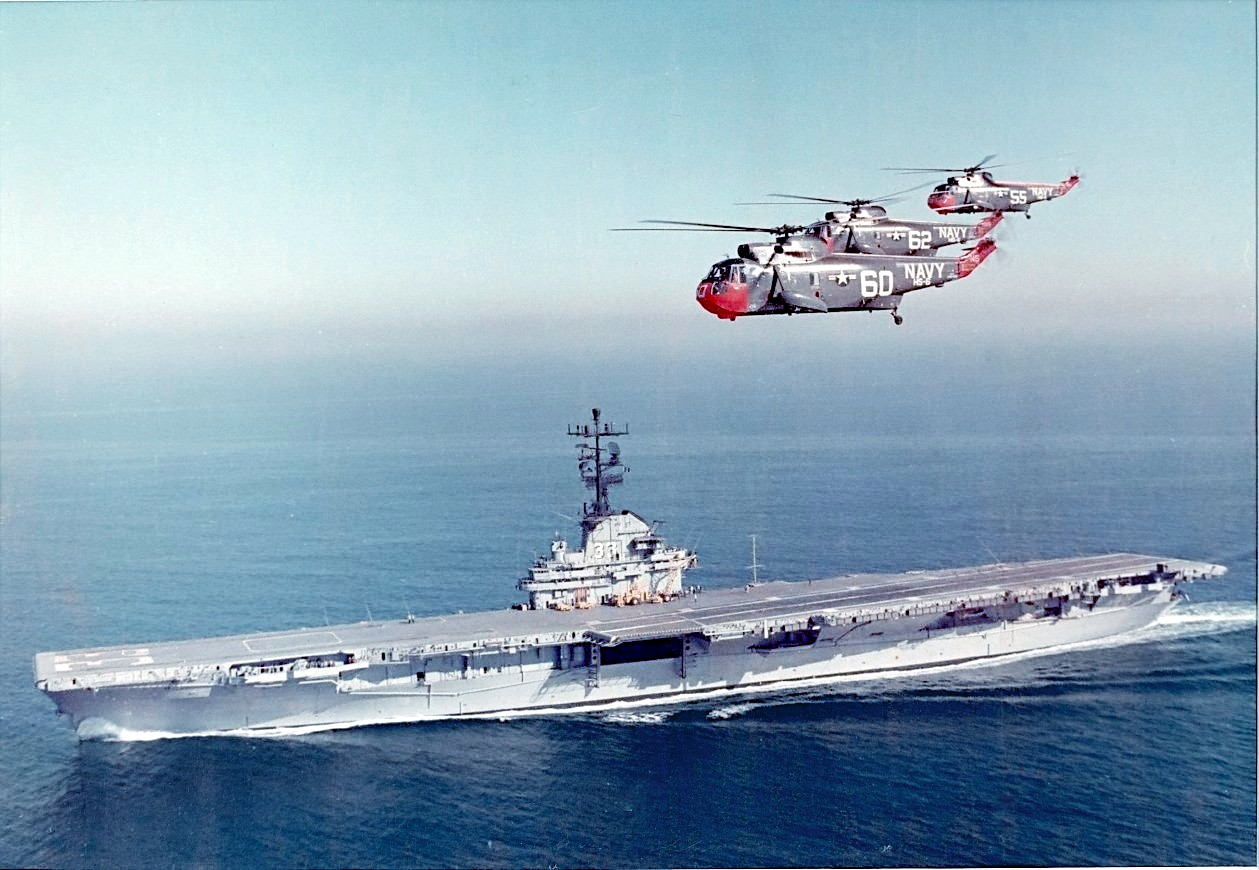
SH-3A з HS-6 над авіаносцем Kearsarge на початку 1960-х

Ключовою особливістю мисливців за субмаринами є наявність амфібійного корпусу, що дозволяє гвинтокрилу сідати на воду, а також використання спарених-турбовальних двигунів, що дозволяє мати машині важче і краще обладнання ніж інші вертольоти. Назва HSS-2 яка пов'язувала вертоліт з раніше створеним HSS-1. Для підтримки програми розробки було створено 10 прототипів. У травні 1959 прототип вперше піднявся у повітря.
На початку 1961 два прототипи було переведено на борт авіаносця Lake Champlain для проведення льотних випробувань; ці випробування, які включали тестування відкидних механізмів лопатей несного гвинта і серії зльотів під час вітру швидкістю до 80 км/год, були успішно завершені у середині 1961. Невдовзі після завершення випробувань ВМС США замовили перші гвинтокрили HSS-2, який буде перейменований на SH-3A у вересні 1961. При введені на службу, це був не тільки найбільший вертоліт-амфібія у світі, але й були першими всепогодними вертольотами які серійно вироблялися для ВМС США.
Наприкінці 1961 і на початку 1962, модифікований HSS-2 Sea King використовували для того щоб побити рекорди швидкості МФА серед вертольотів на дальність 3 км, 100 км, 500 км та 1000 км. Ця серія польотів закінчилася 5 лютого 1962 зі встановленням HSS-2 досяг рекорду абсолютної швидкості у 339 км/год. Цей рекорд було побито французьким вертольотом Sud-Aviation Super Frelon 23 липня 1963 досягши швидкості 350 км/год.

### Подальші розробки
Основна конструкція Sea King мала зменшений шум і інші аспекти які були дуже привабливими для інших операторів, тому Сікорський обрали Sea King для подальших розробок для інших ринків окрім ВМС США. Одним з головних варіантів Sea King стала модель для цивільних операторів, який отримав назву Sikorsky S-61L. Першим оператором вертольоту S-61L стала компанія Los Angeles Airways, який ввів на службу машину 11 березня 1962. Ще одним визначним варіантом Sea King, значною зміною було використання звичайного корпусу, став Sikorsky S-61R, який був розроблений для перевезення вантажів і для пошуково-рятувальної роботи, така машина частіше за все використовується у ВПС США і береговою охороною США.

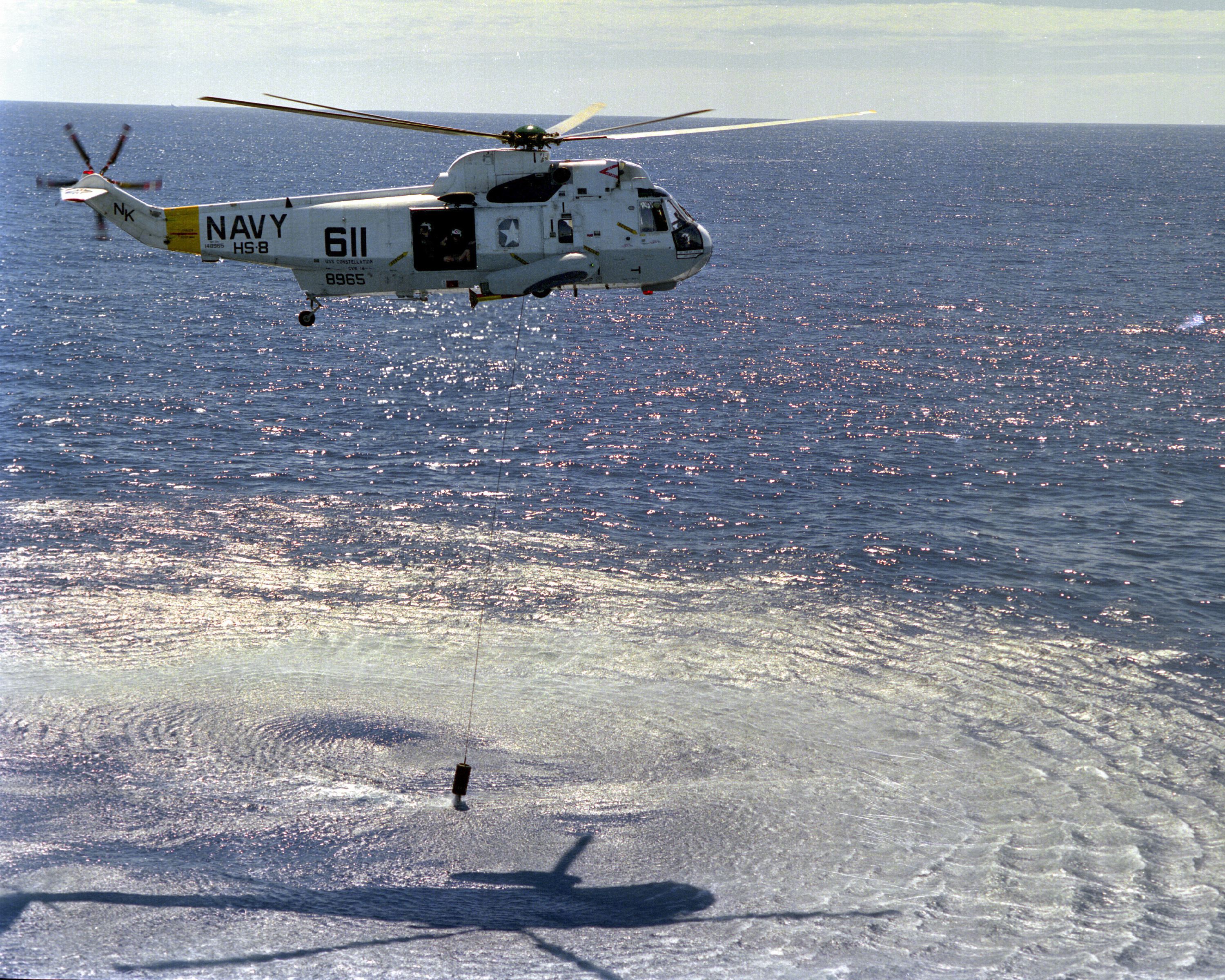
SH-3H спускає гідролокатор, 1989

У ВМС США початкові моделі SH-3A Sea King будуть поступово покращені до варіантів SH-3D та SH-3H; вони мають потужніші двигуни і покращені сенсори, що покращує їхнє використання як платформи мисливця за субмаринами. Також Sea Kings використовують для інших завдань, наприклад, як тральщик, для пошуково-рятувальної роботи на полі бою, а також як вантажний/пасажирський транспорт. Екіпажі протичовнових Sea Kings також навчаються працювати і на таких другорядних ролях, тому вертоліт може швидко виконати такі завдання.
ВМС Канади стали основним оператором вертольотів Sikorsky CH-124 Sea King, Sea King залишається основним морським вертольотом Канади протягом 50 років з часу прийняття на озброєння у 1963. Один з відомих винаходів для посадки вертольоту, який використовується у багатьох країнах, походить саме з Канади і має назву 'Beartrap' (Ведмежа пастка). Цей пристрій допомагає Sea Kings сідати у складних умовах, наприклад, на малі посадкові майданчики або під час поганої погоди.
Компанія Сікорський видала декілька ліцензій на місцеве виробництво вертольотів, наприклад, Mitsubishi у Японії та Agusta у Італії. Інша компанія з Великої Британії, Westland Helicopters, має право модифікувати Sea King і випускає вертоліт Westland Sea King. На відміну від американських Sea King, Westland Sea King створений для проведення багато часу у автономному режимі. Загалом Westland випустило 330 Sea Kings; окрім британських операторів, є і закордонні оператори Westland Sea King в тому числі ВПС Індії, ВМС Німеччини, Королівські ВМС Австралії і Королівські ВПС Норвегії.
На початку 21-го століття, через закінчення терміну військової служби, було багато пропозицій на переробку військових Sea Kings для подальшого використання; окрім цивільних операторів, деякі країни, наприклад, Єгипет і Індія, замовляють колишні американські вертольоти Sea Kings для поповнення власного флоту повітряних суден. Хоча Сікорський припинив випуск вертольотів протягом 1970-х, станом на 2009 рік на службі знаходилося 600 вертольотів Sea Kings.

## Конструкція

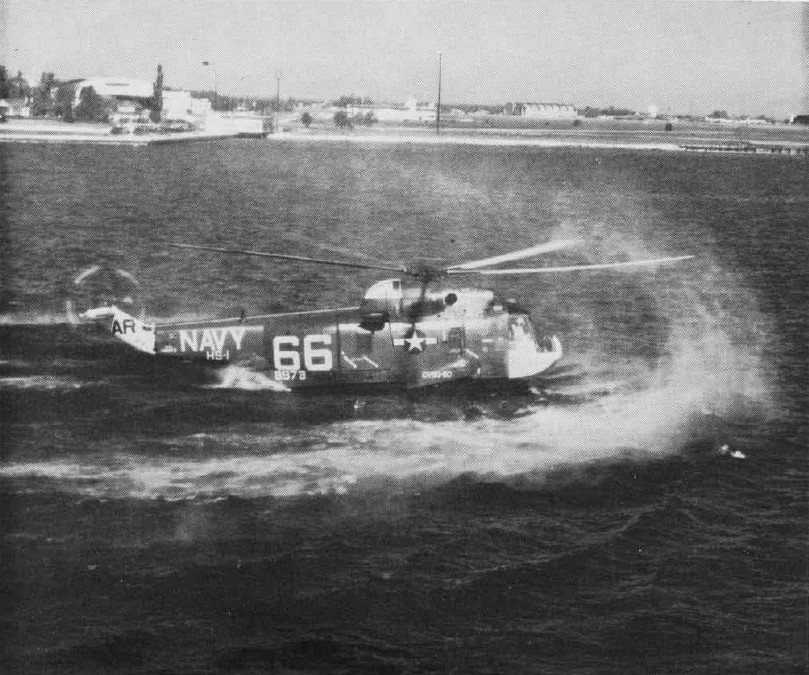
SH-3A посадка на воду у 1964

Sikorsky SH-3 Sea King це вертоліт-амфібія середнього розміру з двома двигунами. Багато оснащення на борту Sea King є більш передовим ніж на інших схожих вертольотах. Окрім можливості сідати на воду і працювати за будь-якої погоди, це був перший американський вертоліт який міг одночасно шукати і атакувати субмарини. Два турбовальних двигуна давали SH-3 більш високу вантажопідйомність і кращу живучість у порівнянні з попередніми мисливцями за субмаринами. При збої у роботі одного двигуна, Sea King міг продовжувати політ на іншому двигуні. На Sea King було встановлено двигун General Electric T58-GE-8B, який мав потужність 1250 к.с.
При виконанні звичайних завдань екіпаж Sea King складався з чотирьох осіб; пілота і другого пілота і двох членів екіпажу які знаходилися у кабіні. При виконанні полювання за субмаринами, у кормі знаходився оператор який керував і слідкував за пошуковим обладнанням і збором отриманих даних. При пошуково-рятувальних завданнях кабіна Sea King вміщувала 22 особи; у медичному варіанті, можна було перевозити дев'ять нош із двома лікарями. У транспортному варіанті можна було перевозити 28 солдат.
Sea King було оснащено багатьма елементами для виконання морських операцій; лопаті несного і хвостового гвинтів складалися автоматичною системою для компактного зберігання вертольоту на борту корабля. Використання корпусу-амфібії дозволяло Sea King сідати на воду і знаходитися на поверхні води як човен; додаткові повітряні балону у спонсонах давали вертольоту додаткову остійність і плавучість, завдяки цих заходам вертоліт успішно протистояв хитавиці. Конструкція корпусу також допомагала вертольоту сідати на важкій місцевості, в тому числі на льоду, болотах та тундрі. У спонсонах приховані звичайні колеса для посадки на землю.
На вертоліт можна встановлювати різне озброєння. Для полювання за субмаринами, вертоліт може нести чотири торпеди або чотири глибинні бомби. Для боротьби з кораблями, деякі моделі могли нести одну або дві ракети, зазвичай Sea Eagle або Exocets. Sea King також може нести ядерну бомбу B57. Протичовнове обладнання Sea Kings включає гідролокатор AQS-13A/B/E, спеціалізований комп'ютер для обробки даних з локатора і сонарного буя, різні варіанти гідроакустичних буїв, ресивер гідроакустичних буїв ARR-75 і датчики магнітних аномалій. На всіх вертольотах встановлено обладнання AKT-22 для отримання даних з усіх власних елементів у радіусі. Деякі останні моделі Sea King мають цифрові навігаційні системи і системи нічного бачення.

## Історія використання

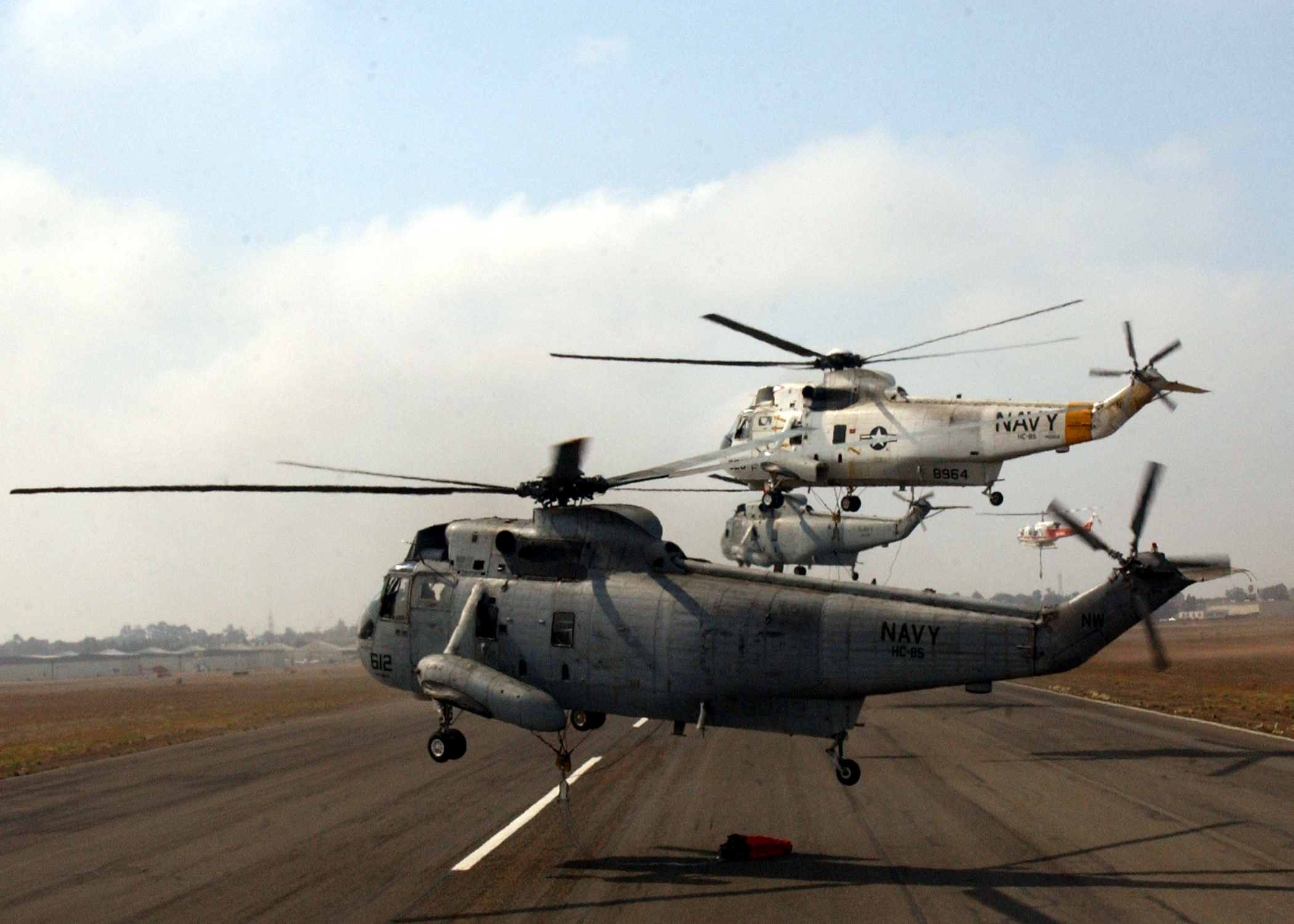
Декілька UH-3H Sea Kings під час зльоту, 2003

Sea King було прийнято на озброєння ВМС США у червні 1961 під назвою HSS-2. Після введення уніфікованої системи позначення літальних апаратів, назву було змінено на SH-3A. В основному його використовували у полюванні на субмарини: пошук і відстежування радянських субмарин; при виникненні бойової ситуації вони могли атакувати ворожі субмарини. Sea King могли працювати з берегових платформ для збільшення витривалості і дальності атаки. Можливо було проводити операції і в ночі, хоча це і створює значні труднощі для льотного екіпажу.
Sea King також виконував різні завдання, такі як пошуково-рятувальні операції, перевезення вантажів, протикорабельні завдання і ДРЛС. Авіаносці використовували Sea King для власного захисту від ворожих літаків, вони були готові врятувати екіпаж літака який впав при посадці або зльоті. Вони перевозили людей і пошту між кораблями.
Sea King експортували до багатьох країн Бразилії, Італії, Японії та Великої Британії. Деякі оператори використовують Sea King більше 50 років.
Під час війни у В'єтнамі SH-3 рятували екіпажі збитих літаків на морі і на суші, такі машини мали самоущільнювальні паливні баки, багато кулеметів і важку броню. Через велику дальність дії і безпечність, їх часто використовували для рятувальних вильотів у тили північних в'єтнамців для вивезення екіпажів збитих літаків. Sea King також використовували для медичної евакуації та ліквідації наслідків стихійних лих.

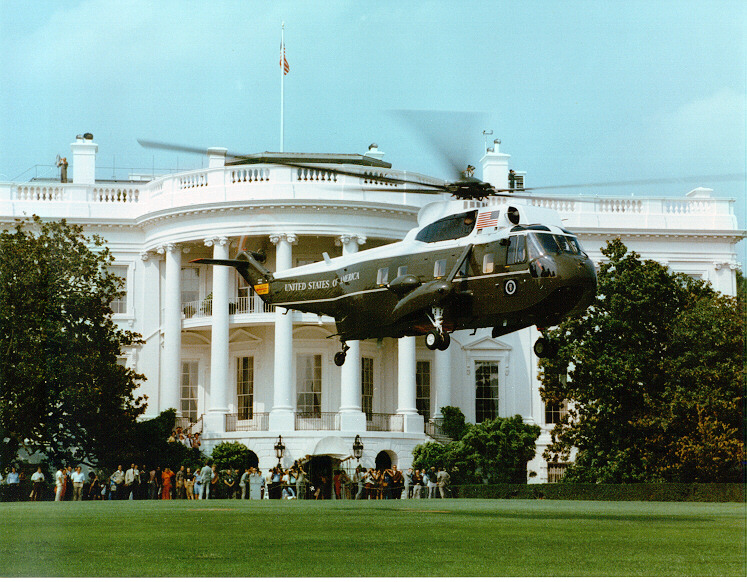
VH-3 Sea King корпусу морської піхоти як «Борт номер один» сідає поряд з Білим домом

SH-3 став першим вертольотом який використовували для вивезення космічних капсул починаючи з Меркурій-Атлас 7 у травні 1962. У лютому 1971 SH-3A піднявся з десантного корабля USSNew Orleans, щоб підібрати капсулу Аполлон-14. Для пошуково-рятувальних операцій використовували спеціальний SH-3, HH-3.
Декілька Sea Kings були у підрозділі КМП США HMX-1, де вони використовуються якості президентських вертольотів; у цьому плані, позивний 'Marine One' вертольоти використовують лише для перевезення президента. На 2012, згідно програміVXX планується заміна флоту вертольотів Sea King. У 1992 Міністерство юстиції США подали в суд на компанію Сікорський стверджуючи, що компанія завищує ціни на компоненти для ВМС США. У 1997 Міністерство юстиції подало подальше звинувачення проти Сікорського в умисному завищенні ціни за контрактом модернізації Sea King ВМС США
Протягом 1990-х у ВМС США Sea King були замінені більш сучасними Sikorsky SH-60 Sea Hawk. Проте, SH-3 продовжили використовувати у резервних підрозділах як транспортні і пошуково-рятувальні. 27 січня 2006 на морській базі Норфолк, Вірджинія проведено церемонію списання зі служби SH-3. Вони були замінені більш сучасними вертольотами SH-60 Sea Hawk.

## Варіанти

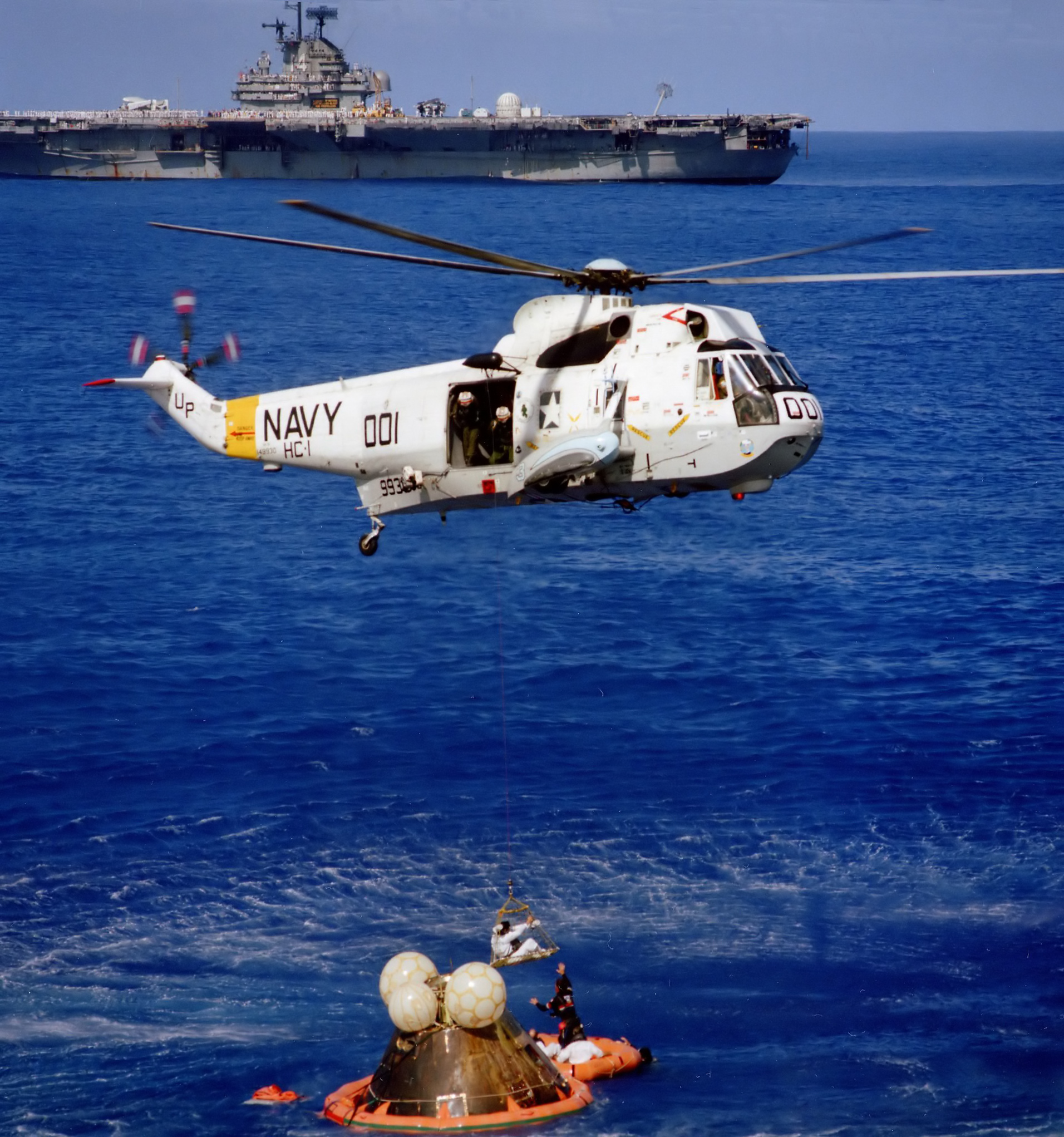
SH-3D Sea King підбирає капсулу Apollo 17. На задньому плані авіаносець Ticonderoga

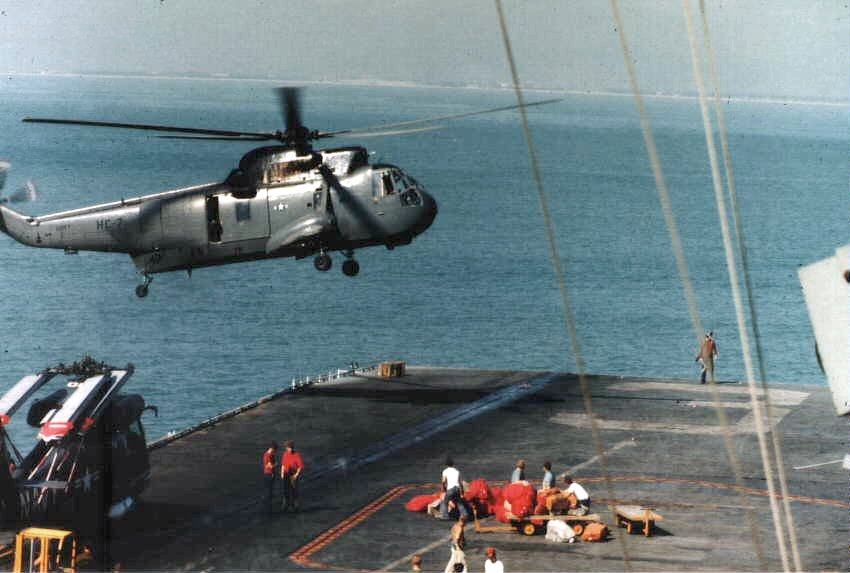
HH-3A на борту Bon Homme Richard

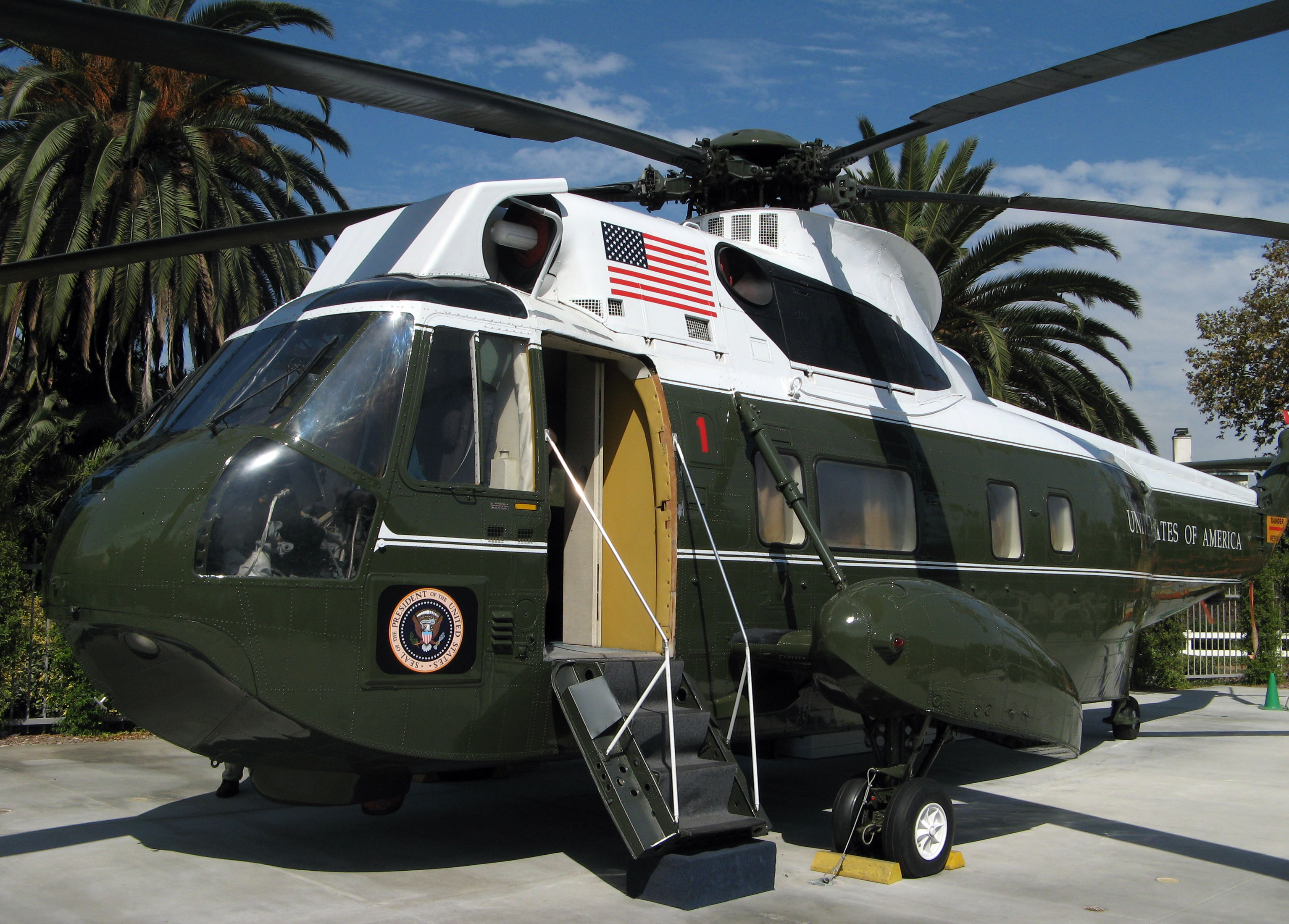
«Борт Номер Одни», президентський VH-3A «Sea King» який використовувався у 1961—1976, на постаменті у Бібліотеки Ніксона

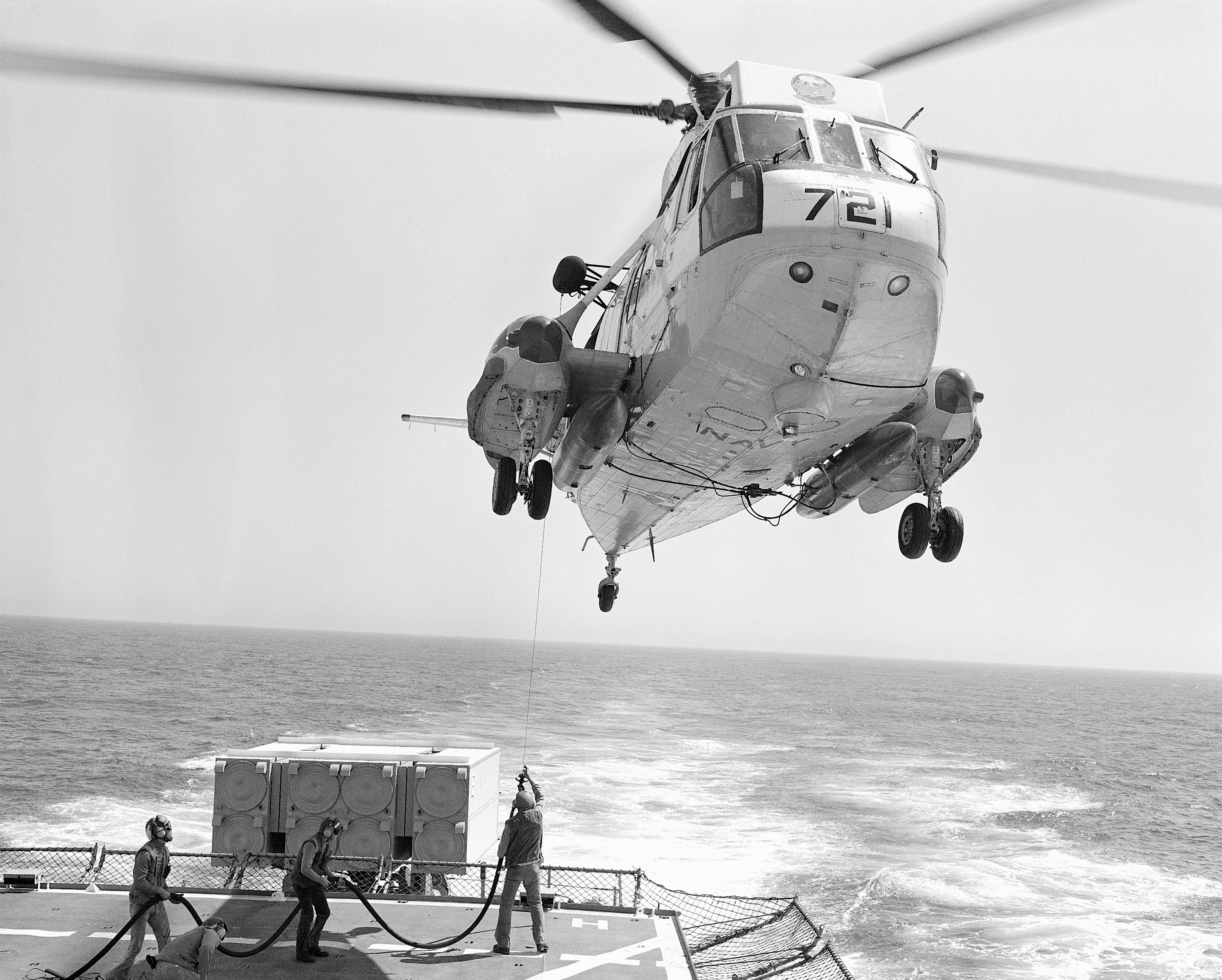
SH-3G у 1981

### Військові
XHSS-2
Прототип H-3 Sea King.
YHSS-2
Досерійний вертоліт S-61, побудовано сім для ВМС США, у 1962 отримав назву YSH-3A.
HSS-2
Оригінальне позначення Sea King. Змінено SH-3A у 1962 згідно системі позначень літальних апаратів США
SH-3A
Мисливець за субмаринами ВМС США; побудовано 245. Оригінальне позначення HSS-2.
HH-3AПошуково-рятувальний вертоліт ВМС США. 12 перероблені з SH-3A.
CH-3AВйіськово-транспортна версія ВПС США; три перероблені з SH-3A у CH-3A; пізніше вони стали CH-3B.
NH-3A (S-61F)Експериментальний високошвидкісний гвинтокрил, з обтічним фюзеляжем, без поплавців, з короткими крилами на яких було розташовано два реактивних двигуна для збільшення швидкості, один перероблений з SH-3A. Пізніше перероблено хвостовий гвинт, він міг обертатися на 90° і слугував як штовхальний пропелер; на вертольоті встановлювався штовхальний пропелер «Roto-Prop» розроблений для Sikorsky S-66.
RH-3AВертоліт-тральщик ВМС США. 9 перероблені з SH-3A.
VH-3AПасажирський вертоліт для VIP осіб армії і КМП США; перша назва HSS-2Z. Побудовано 8, плюс два SH-3A перероблено з пошкоджених вертольотів (один YHSS-2 і один SH-3A). Інші було повернуто ВМС США у 1975—1976 і замінено VH-3D.
CH-3BВійськово-транспортний вертоліт ВПС США.
SH-3D
Мисливець за субмаринами ВМС США. Побудовано 73 і два перероблено з SH-3A.
VH-3DПасажирський вертоліт для VIP осіб КМП США, побудовано 11. Прийнято на службу 1976.
SH-3GВантажно-транспортний вертоліт ВМС США. 105 перероблено з SH-3A та SH-3D.
SH-3HОновлення SH-3G до мисливця за субмаринами ВМС США. Він мав покращення SH-3G, міг шукати протикорабельні ракети та мав ріні покращення планера. 163 SH-3A/D/G було оновлено до SH-3H.
SH-3H AEWВертоліт ДРЛС іспанського флоту.
UH-3HВантажно-транспортний вертоліт ВМС США; перероблено з SH-3H шляхом демонтажу протичовнових систем.

### Позначення компанії Сікорський
S-61
Позначення компанії вертольота Sea King.
S-61AЕкспортна версія для ВПС Данії. Більші понтони без плавучих баків, 530-літровий центральний бак замість гідролокатора і відсутність автоматичної системи складання лопатей.
S-61A-4 NuriПошуково-рятувальний вертоліт ВПС Малайзії. 31 місце для бійців. Побудовано 38.
S-61A/AHБагатофункціональний вертоліт для пошуково-рятувальних робіт у Антарктиці.
S-61BЕкспортна версія мисливця за субмаринами SH-3 ВМС Японії.
S-61D-3
Експортна версія для ВМС Бразилії.
S-61D-4
Експортна версія для ВМС Аргентини.
S-61NRПошуково-рятувальний вертоліт для ВПС Аргентини.
S-61VПозначення компанії для VH-3A. Побудовано один для Індонезії.
S-61L/NЦивільна версія Sea King.
S-61RS-61R служив у ВПС США під позначеннями CH-3C/E Sea King і HH-3E Jolly Green Giant, а також у береговій охороні США і ВПС Італії під позначенням HH-3F Sea King (більш відомий під прізвиськом «Пелікан»).

### United Aircraft Канада

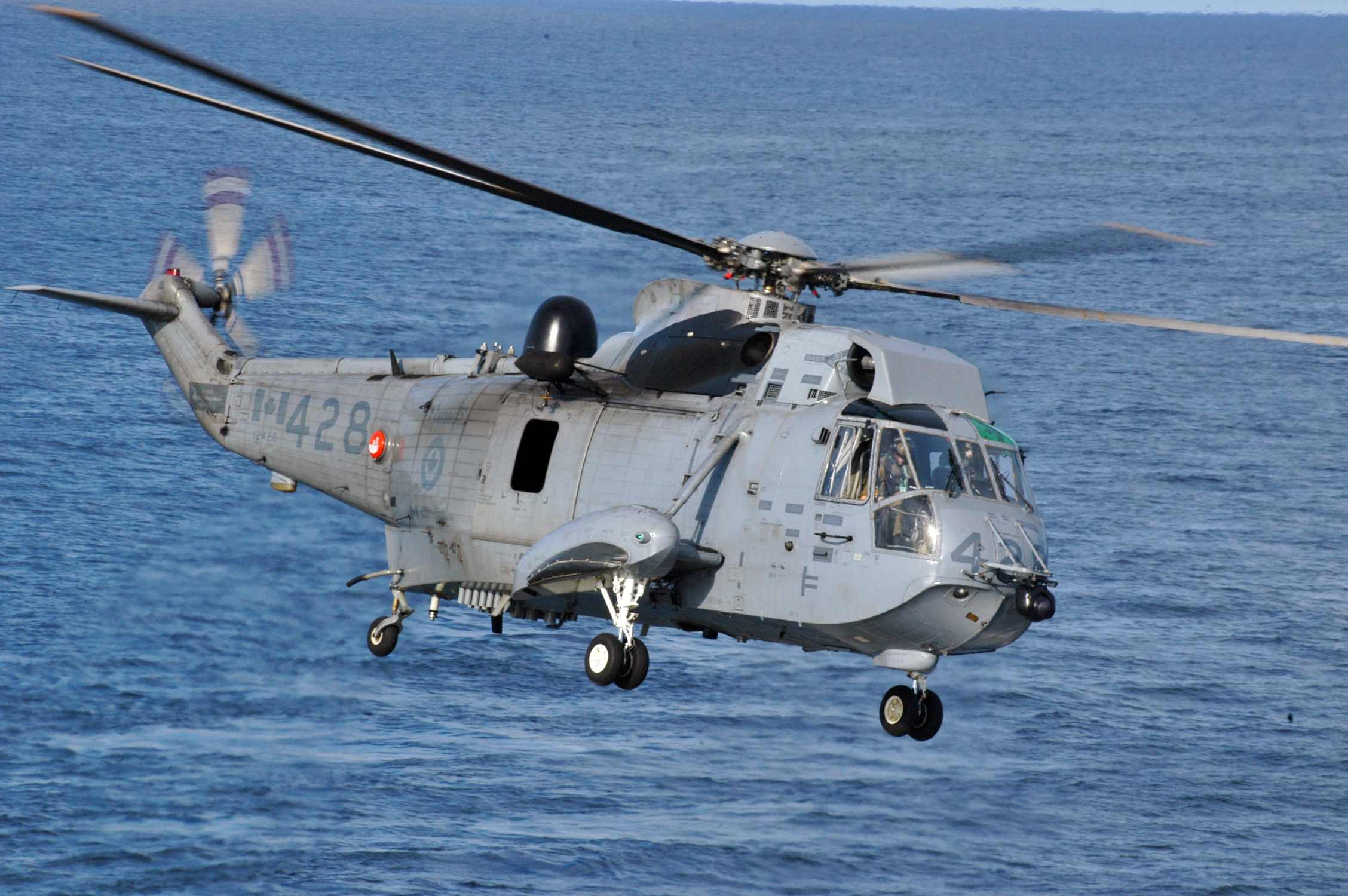
Канадський Sikorsky CH-124A Sea King

CH-124
Мисливець за субмаринами ВМС Канади (41 зібрано компанією United Aircraft Канада).
CH-124AПрограма покращення Sea King (SKIP) була спрямована на встановлення нової авіаоніки для покращення безпеки.
CH-124BАльтернативна версія CH-124A без гідролокатора, але з датчиком MAD. У 2006 5 машин було перероблено для підтримки Standing Contingency Task Force (SCTF), і мали додаткові місця для бійців і нові радіостанції. Плани встановлення швидкої лебідки, EAPSNIPS (Engine Air Particle Separator / Snow & Ice Particle Separator) не увінчалися успіхом.
CH-124B2
Шість CH-124B було оновлено до стандарту CH-124B2 у 1991—1992. Перероблений CH-124B2 мав сонарні буї для пошуку субмарин, а також мав гідролокатор для доповнення гідролокаторів корабля. Через те, що полювання за субмаринами перестало бути основним пріоритетом канадських військових CH-124B2 були перероблені на транспорти для військ Standing Contingency Task Force.
CH-124CОдин CH-124 використовувався Helicopter Operational Test and Evaluation Facility яка розташована у Ширвотері. Він використовувався для тестування нової трансмісії.
CH-124UНе офіційна назва чотирьох CH-124, які були модифіковані як вантажо-пасажирські вертольоти. Один розбився у 1973, а інші пізніше було перероблено на CH-124A.

### Westland

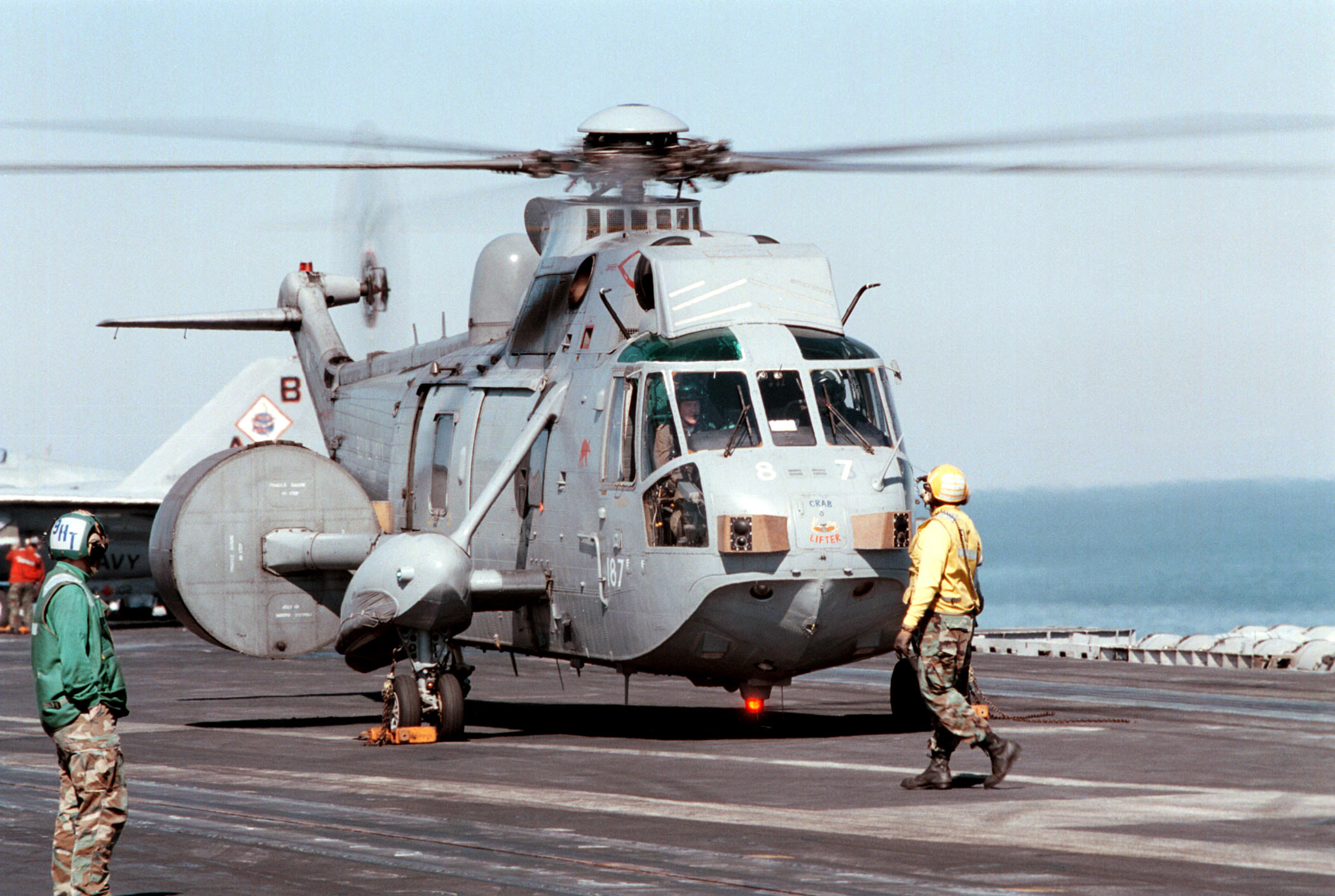
Westland Sea King AEW.2A ВМС Великої Британії у 1998

Westland Sea King випускався за ліцензією компанією Westland Helicopters Ltd у Великій Британії, яка випускала спеціальну версію для ВМС Великої Британії. Вона мала два двигуни Rolls-Royce Gnome (ліцензійні T58) і британську авіоніку і обладнання. Вперше піднялася у повітря у 1969 і прийнята на озброєння наступного року. Машину також використовували ВПС Великої Британії у пошуково-рятувальних операціях і продавали у багато країн світу.

### Agusta
AS-61
Позначення компанії H-3 Sea King побудованих за ліцензією Agusta.
AS-61A-1
Італійська експортна модель для ВПС Малайзії.
AS-61A-4
Військовий транспортний, пошуково-рятувальний вертоліт.
AS-61N-1 SilverЛіцензійна модель S-61N, зі зменшеною кабіною.
AS-61VIPПасажирський вертоліт для VIP осіб.
ASH-3A (SH-3G)Багатофункціональний транспортний вертоліт
ASH-3D
Мисливець за субмаринами. Використовувався у ВМС Італії, Бразилії, Ірану, Перу та Аргентини.
ASH-3TSVIP, транспортний вертоліт. Також відомий як ASH-3D/TS, ВПС Італії використовували 2 з 1975 до 2012.
ASH-3H
Мисливець за субмаринами.

### Mitsubishi
S-61AЛіцензійний S-61A як пошуково-рятувальний і багатоцільовий вертоліт ВМС Японії. Побудовано 18.
HSS-2
Ліцензійна версія S-61B як мисливець за субмаринами ВМС Японії. Побудовано 55.
HSS-2AЛіцензійна версія S-61B(SH-3D) як мисливець за субмаринами ВМС Японії. Побудовано 28,
HSS-2BЛіцензійна версія S-61B(SH-3H) як мисливець за субмаринами ВМС Японії. Побудовано 23,

## Оператори
Аргентина
- ВМС Аргентини[62]

 Бразилія
- Військово-морські сили Бразилії[62]

 Канада
- Повітряні сили Канади

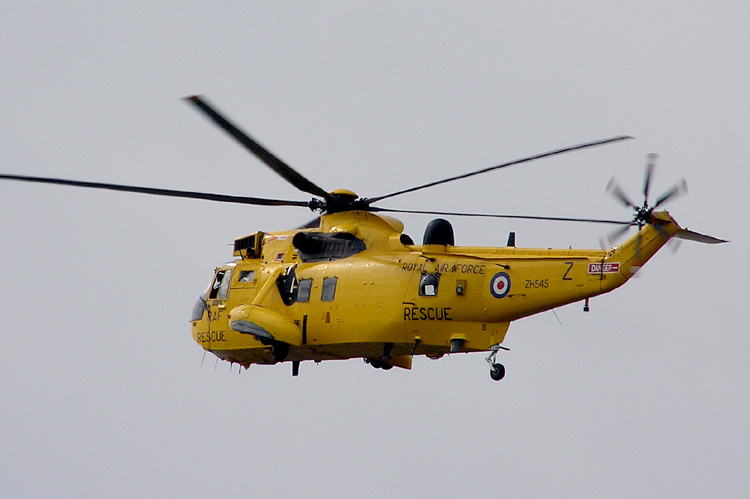
Вертоліт ВПС Великої Британії Westland Sea King, ліцензована копія Sea King

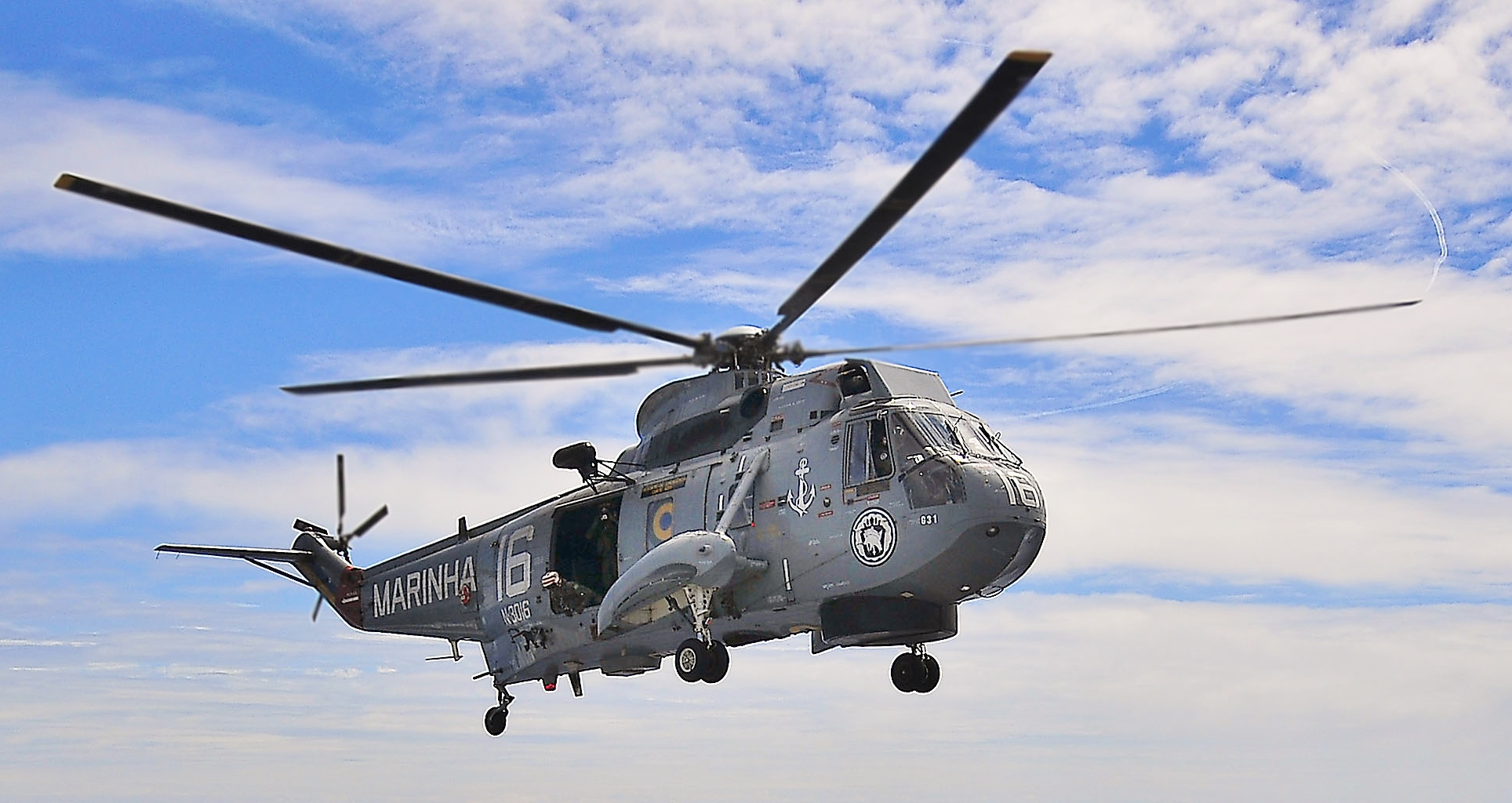
Вертоліт ВМС Бразилії SH-3 Sea King на підльоті до USS Bunker Hill.

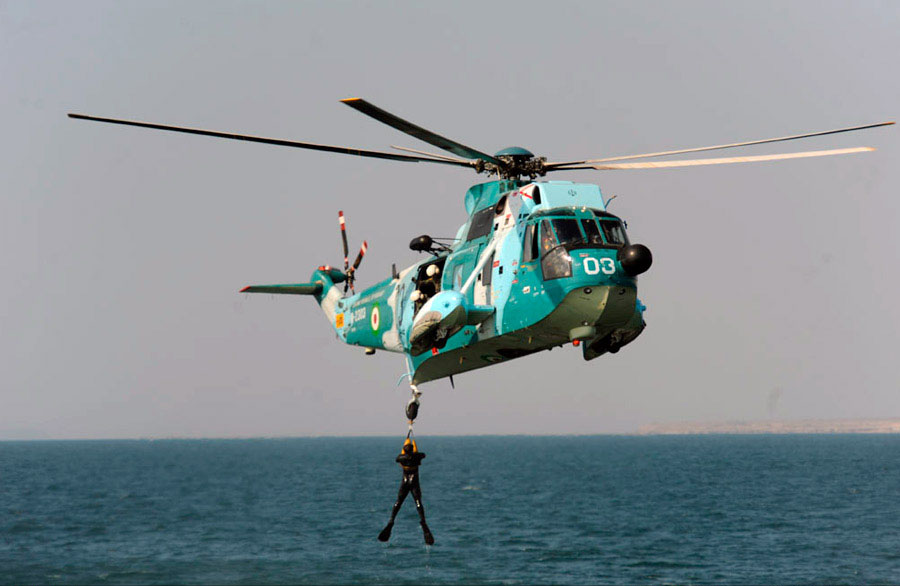
Вертоліт ВМС Ірану ASH-3D Sea King у військових навчаннях Velayat-90

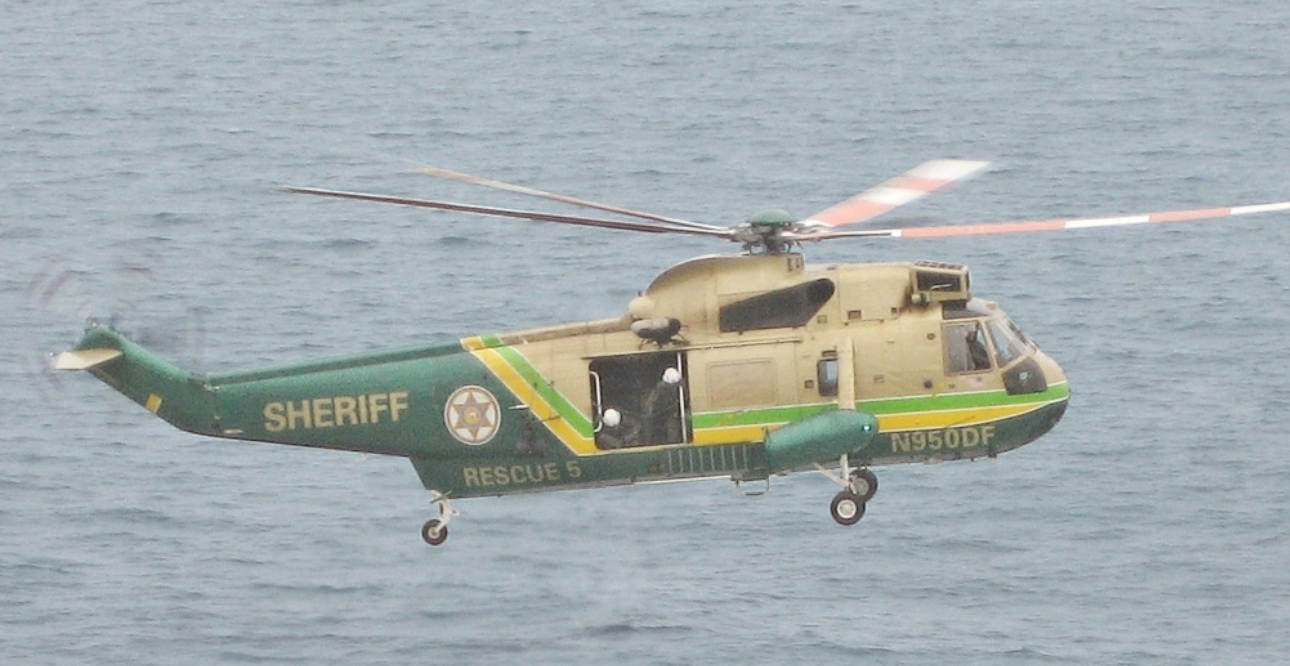
Rescue 5 департаменту шерифа Лос-Анджелеса, H-3 Sea King, над узбережжям Ранчо Палос Вердес.

- Військово-морські сили Канади,[63] колишній оператор

 Данія
- ВПС Данії,[64] колишній оператор.[65][66]

 Індія
- ВМС Індії

 Іран
- ВМС Ірану[62]

 Ірак
- ВПС Іраку,[67][68] колишній оператор

 Італія
- ВПС Італії,[61] колишній оператор
- Військово-морські сили Італії[62]

 Японія
- Військово-морські сили Японії,[69] колишній оператор

 Малайзія
- ВПС Малайзії[62]

 Перу
- Військово-морські сили Перу[62]

 Іспанія
- ВМС Іспанії[62]

 Саудівська Аравія
- Повітряні сили Саудівської Аравії,[70] колишній оператор

 США
- Військово-морські сили США,[71] колишній оператор
- Корпус морської піхоти США[72]
  - HMX-1[72]
- Департамент шерифа округу Лос-Анджелес,[73] колишній оператор

 Венесуела
- Армія Венесуели[62]

 Україна
- Збройні сили України[74]

### Україна
23 листопада 2022 року під час виступу в Осло міністр оборони Великої Британії повідомив про передачу трьох британських вертольотів Sea King (імовірно британську версію Westland WS-61 Sea King) Україні. При чому, перший вертоліт вже переданий та знаходиться в Україні.
Вертольоти, імовірно, служитимуть для виконання пошуково-рятувальних задач.
У Великій Британії вже було підготовлено десять екіпажів для роботи на цих вертольотах.

## Льотно-технічні характеристики (SH-3)
Джерело: Omnifarious Sea King, U.S. Navy Fact File.
Основні характеристики
- Екіпаж: 4 (два пілоти, два оператори ПЧО)
- Пасажиромісткість: 3
- Довжина: 16,7 м
- Висота: 5,13 м
- Діаметр несучого гвинта: 19 м

- Площа обертання несучого гвинта: 284 м²
- Маса порожнього: 5382 кг
- Маса спорядженого: 8449 кг
- Нормальна злітна маса: 10000 кг
- Силова установка: 2 × турбовальний General Electric T58-GE-10  1400 кс ( 1045 кВт)

Льотні характеристики
- Максимальна швидкість: 267 км/год
- Практична дальність: 1000 км
- Швидкопідйомність: 400-670 м/хв

Озброєння
- 2×Mk 46/44 протичовнові торпеди (SH-3H)
- Різні сонарні буї і піротехнічні прилади
- Ядерна глибина бомба B-57